# Eilika de Saxe
Eilika de Saxe, née vers 1081 et morte le 16 janvier 1142, est une princesse de la famille Billung, fille du duc Magnus Ier de Saxe et de Sophie de Hongrie.

## Biographie
Elle est la fille cadette de Magnus Billung (mort en 1106), duc de Saxe depuis 1072, et de Sophie (morte en 1095), elle-même fille du roi Béla Ier de Hongrie. Sa sœur aînée, Wulfhilde (morte en 1126), épousa Henri IX, fils du duc Welf Ier de Bavière issu de la dynastie des Welf.
Son père, participant au soulèvement d'Otton de Nordheim et à la révolte des Saxons contre le roi Henri IV, a été placé en détention pendant des années. Il mourut sans descendants mâles et le duché de Saxe passa à Lothaire de Supplinbourg, futur empereur. 
Vers l'an 1094, Eilika se mari au comte saxon Otton de Ballenstadt (mort en 1123), ancêtre de la maison d'Ascanie. Après la mort de son père, le 23 août 1106, elle devient l'héritière du domaine de Werben près de Weissenfels et également des comtes de Goseck dans le comté palatin de Saxe. En 1112, lors d'une dispute de Lothaire de Supplinbourg avec l'empereur Henri V, son mari Otton a été brièvement désigné duc de Saxe.
Veuve, Eilika résidait au château fort de Bernbourg. Elle est la mère d'Albert l'Ours (mort en 1170) et d'Adélaïde (mort en 1139) qui se marie avec le comte Henri IV de Stade, margrave de la marche du Nord, puis avec Werner de Veltheim, comte d'Osterburg. Après la mort de l*empereur Lothaire en 1138, son fils est nommé duc de Saxe par le nouveau roi Conrad III de Hohenstaufen ; il a néanmoins dû céder le titre à Henri le Lion, petit-fils de son  oncle Henri IX de Bavière, quatre ans plus tard. En 1157, Albert devint le premier margrave de Brandebourg.